# Oxyallagma
Oxyallagma – rodzaj ważek z rodziny łątkowatych (Coenagrionidae).

## Podział systematyczny
Do rodzaju należą następujące gatunki:
- Oxyallagma colombianum Bota-Sierra, 2014
- Oxyallagma dissidens (Selys, 1876)